# Конвенційна війна
Конвенційна або традиційна війна (англ. conventional warfare) — форма війни, що ведеться з використанням звичайного озброєння та військової тактики між двома або більше державами у відкритій конфронтації за нормами міжнародного права: дотримання прав учасників конфлікту, військовополонених, цивільного населення. Сили кожної із сторін чітко визначені та б'ються використовуючи зброю, яка вражає в основному ворожих солдатів. Зазвичай її ведуть із використанням звичайних озброєнь, та в жодному разі не застосовують зброю масового ураження (хімічну, біологічну або ядерну).
Положення конвенційної війни описуються у Гаазьких Конвенціях, Женевських Конвенціях про захист жертв війни 1949 р. і Додаткових Протоколах до них 1977 р., резолюціях Генеральної Асамблеї ООН й інших міжнародних документах.
Основною метою традиційної війни є послаблення або знищення збройних сил супротивника, тим самим підриваючи його можливість брати участь у конвенційній війні. Однак, примушуючи супротивника до капітуляції, одна або обидві сторони можуть вдаватися до неконвенційних військових тактик.

## Створення держави
Вперше на захист держави став Платон, яка потім знайшла більше визнання в консолідації влади під патронатом Римо-католицької церкви. Пізніше у Європі коли католицька церква була позбавлена світської влади і було запроваджено принцип божественного права вся повнота влади перейшла до монархів. У 1648 році основні європейські держави підписали Вестфальську угоду яка поклала край релігійному насильству у чисто політичному управлінні та світогляді, що позначає народження сучасної «держави».
У рамках цієї державницької парадигми тільки державі і її призначеним представникам дозволено носити зброю і вступити у війну. Насправді, війна розуміється лише як конфлікт між суверенними державами. Монархи Європи підтримали цю ідею і надали їй силу закону через необхідність консолідації військової сили у відповідь на Наполеонівські війни, оскільки раніше війну міг розпочати будь-який шляхтич.

## Парадигма Клаузевіца
Пруссія була однією з держав, що намагалися збільшити свою військову міць. Один з прусських офіцерів, Карл фон Клаузевіц, написав трактат Про війну, який базується лише на світі держав. Всі інші форми внутрішньодержавних конфліктів, такі як повстання, не враховуються, так як в теоретичному плані, Клаузевіц не міг пояснити війни перед державою. Проте, ближче до кінця свого життя, Клаузевіц почав все більше усвідомлювати важливість недержавних військових суб'єктів. Це проявляється в його концепціях «людей зі зброєю в руках», які, як він зазначив виникли з одних і тих же соціальних і політичних джерел як і концепції традиційної міждержавної війни.
Тоді такі практики, як рейдерство або криваві чвари були визнані злочинною діяльністю та позбавлені легітимності. Ця військова парадигма відображає думку більшості модернізованого світу на початку 21-го століття, що підтверджується оглядом конвенційних армій того часу: великі, з високим фінансуванням, технологічно розвинуті армії, призначені змагатися проти сил побудованих подібним чином..
Клаузевіц також розвинув питання щодо казус беллі. У той час як попередні війни велися з соціальних, релігійних або навіть культурних причин, Клаузевіц вважав, що війна є лише «продовженням політики іншими засобами.» Це раціональний розрахунок, виходячи з якого держави б'ються за свої інтереси (чи є вони економічні, пов'язані з безпекою, або іншими) коли руйнується нормальний дискурс.

## Поширеність
Переважна більшість сучасних війн ведеться із використанням конвенційних військових засобів. Від 1945-го року не було підтверджених випадків використання біологічної зброї суверенною державою, а хімічна зброя застосовувалась лише декілька разів (останнє відоме протистояння, в якому вона була використана це Громадянська війна в Сирії). Ядерна війна відбулася лише один раз, під час бомбардувань Сполученими Штатами Японських міст Хіросіма та Нагасакі у серпні 1945 року.

## Занепад
Принципи Клаузевіца та держави досягли свого піку у Світових війнах XX-го століття, але також, вони заклали підґрунтя для їх відмирання завдяки поширенню ядерної зброї та проявам конфліктів на культурному ґрунті. Ядерна бомба стала результатом вдосконалення можливостей держави щодо здобуття переваги над подібними їй конкурентами. За іронією, схоже, що саме ці розробки виштовхнули конвенційні конфлікти, що ведуться державами на узбіччя історії. У випадку протиборства двох конвенційних армій, сторона що зазнає поразки матиме можливість здобути реванш за рахунок власного ядерного арсеналу.
Таким чином, до сьогоднішнього дня не було випадку прямої відкритої військової конфронтації між ядерними державами, за винятком коротких прикордонних сутичок між, наприклад, Китаєм та Радянським Союзом у конфлікті довкола острова Даманський 1969 року та між Індією та Пакистаном у Каргільському конфлікті 1999 року.

## Заміна
Конвенційна війна, яка ведеться державою, стала чимось, навіть не вартим оголошення війни. Замість цього, ті, хто здатний боротися поза межами ядерної парасольки (наднаціональні терористичні організації, корпоративні найманці, етнічні ополчення тощо) тепер починають домінувати у більшості конфліктів пост-модерної епохи. Ці конфлікти не можуть бути пояснені в рамках державницької системи.
Самуель Гантінгтон вже стверджував, що світ на початку 21-го століття існує як система з дев'яти окремих «цивілізацій», замість багатьох суверенних держав. Ці цивілізації окреслені уздовж культурних ліній (наприклад, Західна, Ісламська, Китайська, Індуїстська, Буддистська тощо). Таким чином, культури, над якими давно домінував Захід відновлюють себе і шукають можливостей для порушення статусу-кво. Таким чином, культура замінила державу як визначник війни. Цей тип цивілізаційних війн, в наш час, як за часів далекого минулого, відбувається там, де ці культури стикаються між собою. Серед відомих прикладів можна навести Індо/Пакистанський конфлікт або битви у Судані. Такий характер війни був усталеним з часів Другої світової війни.
Ці культурні сили не будуть боротися з державою на основі армій традиційним способом. Коли вони стикаються з батальйонами танків, літаків і ракет, культурний противник розчиняється серед населення. Вони користуються територіальними обмеженнями держав, будучи в стані вільно переміщуватися з однієї країни в іншу, в той час як держави повинні вести переговори з іншими суверенними державами. Шпигунські мережі держави також сильно обмежені культурними факторами.